# Strenger Stil

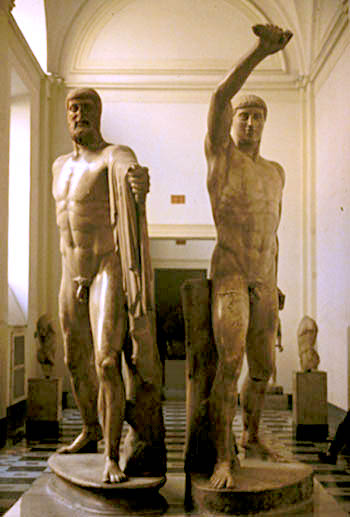
Die Tyrannenmörder Harmodios und Aristogeiton. Römische Marmorkopie im Archäologischen Nationalmuseum Neapel.

Als Strenger Stil bezeichnet man in der Klassischen Archäologie eine kunsthistorische Übergangszeit von der späten Archaik zur frühen Klassik von etwa 490/480–460/450 v. Chr. Die aus dieser Zeit erhaltene Plastik weist Merkmale auf wie die gleichmäßigen Buckellocken an den Haaransätzen, zum Teil noch ein sog. archaisches Lächeln, die noch auf die Archaik verweisen. Die stärkere Ausformung naturalistischer Körperproportionen wiederum weist auf die neue Stilepoche, die Klassik, hin, in der das Muster der Kore bzw. des Kouros verlassen wird. Die strenge Achsensymmetrie beziehungsweise Frontalität, die der archaischen Plastik eigen ist, wie unter anderem beim sogenannten Sounion-Kouros zu sehen ist, wird zugunsten einer freieren und bewegteren Darstellung des Körpers aufgegeben. In diese Zeit gehören z. B. der sog. Kritios-Knabe, den vermutlich der gleichnamige Bildhauer aus Athen schuf, und der Apoll von Olympia. Ebenso wurde die Ponderation entwickelt.
Die Gruppe der Tyrannenmörder der Bildhauer Kritios und Nesiotes gehört ebenfalls in diese Übergangszeit. Die Gruppe ist als römische Kopie erhalten. Unverkennbar sind aber durchaus an der Haargestaltung noch spätarchaische Elemente zu sehen. Die Körperhaltung der Dargestellten hingegen, die nichts Archaisches mehr an sich hat, wie es noch bei dem Apoll von Olympia zu sehen ist, besagt unzweifelhaft, dass sie eher der Frühklassik und weniger der Spätarchaik zuzurechnen ist. Zeitgleich ist auch die als „Wagenlenker von Delphi“ bekannte Bronzestatue. Diese wiederum ist eine der wenigen Statuen aus Bronze, die im Original überliefert wurden. Überhaupt ist diese Zeit die Blütezeit der Erzgießerei. Auch wenn schrittweise die schematische Gestaltung der Kopfform durchbrochen wird, haben wir hier noch keine wirklichen porträthaften Züge zu erkennen. Das älteste als Porträt im engeren Sinne anzusehende Gesicht ist die Themistokles-Herme von Ostia. Auch von den attischen Marmor-Originalen das Strengen Stils sind nur wenige erhalten geblieben, darunter die Votivstele eines sich selbstkrönenden Jünglings.